# Mansão Nonsuch
A Nonsuch Mansion (em pt: Mansão Nunsuch) é uma casa histórica localizada no Parque Nonsuch, no norte de Surrey, Inglaterra, perto da divisa com a Grande Londres. Fica no distrito de Epsom e Ewell, adjacente ao distrito londrino de Sutton. Está classificada como Grau II* na Lista do Patrimônio Nacional da Inglaterra desde abril de 1954.

## História

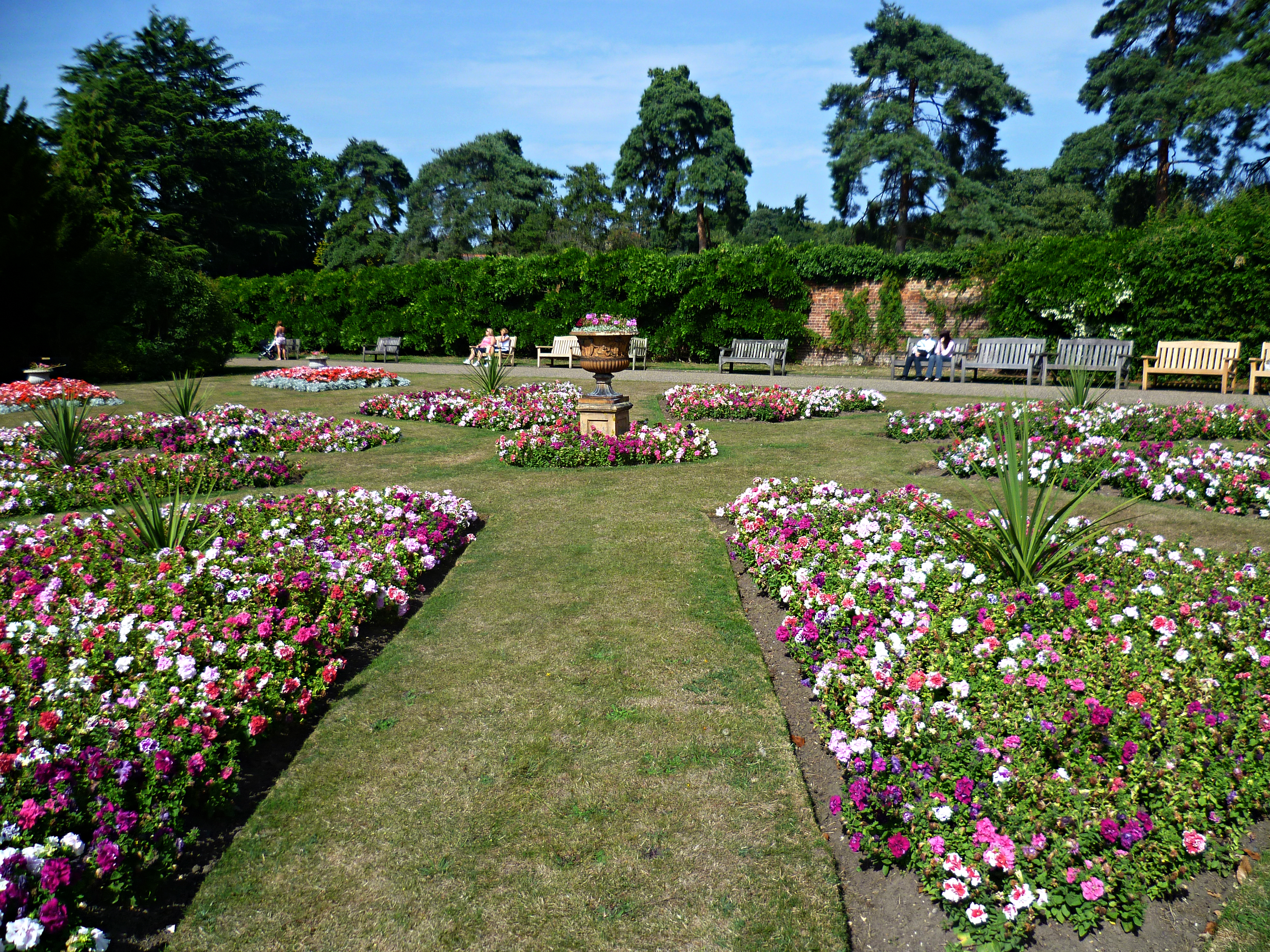
Jardins da mansão

Na época medieval, fazia parte da mansão de Cuddington, com 1.200 hectares. A mansão foi construída entre 1731 e 1743 por Joseph Thompson e posteriormente comprada por Samuel Farmer em 1799. Ele contratou Jeffry Wyatville para reconstruí-la em estilo gótico Tudor entre 1802 e 1806. Farmer foi sucedido por seu neto em 1838, sob o comando de quem os jardins se tornaram famosos. A Mansão Nonsuch tem um design semelhante ao do Palácio Nonsuch, cuja construção foi iniciada pelo Rei Henrique VIII no século XVI.
A família Farmer, em 1937, vendeu a propriedade para um grupo de autoridades locais.
Em 2020 e 2021, atuou como um centro crucial para a vacinação contra a Covid-19 na região de Sutton, Londres.

## Marcações no edifício
Construído no pórtico norte da mansão, há um bloco do Palácio Nonsuch original que ostenta uma inscrição que significa "1543 Henrique VIII no 35º ano de seu reinado".
Os brasões da família Farmer são visíveis por toda a mansão, com o lema 'Hora e sempre' (agora e para sempre).

## Links externos
- Sítio oficial